# Negayan argentina
Negayan argentina är en spindelart som beskrevs av Lopardo 2005. Negayan argentina ingår i släktet Negayan och familjen spökspindlar. Inga underarter finns listade i Catalogue of Life.